# Джеймс Сесіл Парк
Джеймс Сесіл Парк (англ. James Cecil Parke; нар. 26 липня 1881 - пом. 27 лютого 1946) — ірландський гравець у регбі, тенісист, гольфіст, адвокат та ветеран Першої світової війни.  Він став срібним призером Олімпійських ігор, чемпіоном Кубка Девіса, переможцем змішаного парного розряду Вімблдон та переможцем чемпіонату Австралії в одиночному та парному розрядах. Його часто називали найбільшим спортсменом Ірландії.  

## Раннє життя
Джеймс Парк народився в містечку Клонс, розташованому в графстві Монаган, Ірландія. Він був одним із восьми дітей Емілі (уродженої Прингл) та Вільяма Парке.  Коли йому було дев'ять років, Парке грав за шахову команду рідного міста.  Він відвідував Королівську школу Портора в Енніскіллені, а після закінчення навчався в Трініті-коледжі для вивчення права.  Будучи частиною ірландської команди з гольфу в 1906 році, Парке також вважався спринтером легкої атлетики та крикетером.

## Регбі кар'єра
З 1901 по 1908 рік Парк грав у командах з регбі Монкстауна, Дублінський університет. Він також грав на провінційному рівні за Ленстер.  У період з 1903 по 1909 рік він також грав у двадцяти іграх за збірну Ірландії.  Парк тричі керував Ірландією.  Він допоміг Ірландії виграти два із трьох матчів Home Nations 1906 року, що призвело до спільного чемпіонату з Уельсом.  У своєму останньому міжнародному матчі Парк пробив пенальті та конверсію, щоб допомогти закріпити перемогу 19–8 у першому матчі Ірландії проти Франції. 

## Тенісна кар'єра
Будучи тенісистом, Парке був базовим лайнером, найкращим ударом якого був форхенд, що працює по лінії.  Завдяки своїй кар'єрі Парке досяг низки подвигів. Вже ставши чемпіоном Європи в одиночному розряді в 1907 році, Парке пізніше виграв срібну медаль на Олімпійських іграх 1908 року в парному розряді серед чоловіків, австралійських одиночних та парних титулах у парному розряді у 1912 році та титулі змішаних пар у Вімблдоні в 1914 році.  Він виграв вісім титулів одиночного тенісу в Ірландії на газоні, чотири парні та два змішаних титули. Парке був визнаний №4 у світовому рейтингу Майерсом з Daily Telegraph .   Вже зігравши в Кубку Девіса (тоді відомий як International Lawn Tennis Challenge), він переміг Нормана Брукса та Родні Хіта у Випробувальному раунді 28–30 листопада 1912 р., допомагаючи Британським островам захопити Кубок одним із своїх найбільших досягнень. Наступного року він переміг Моріса Маклафліна та Річарда Норріса Вільямса у Виклику 25-25 липня 1913 року. Однак Британські острови програли зустріч проти США. Парк носив чотирилистий трилисник під час кожного зіграного матчу. 

## Військовик
На початку Першої світової війни Парке записався в Ленстерський полк (Королівські канадці) у званні капітана (1914), перш ніж перейти в полк Ессекс, де він отримав звання майора в 1917 році.  Він був двічі поранений у Галліполі та на Західному фронті. 

## Особисте життя
Парке одружився з Сібіл Сміт у 1918 році та переїхав до її рідного міста Лландудно, Уельс, у 1920 році, де приєднався до адвокатської практики Чемберлена та Джонсона.  Він помер у Лландудно у 1946 році після серцевого нападу. 

## Фінал Великого шолома

### Одиночний розряд: 1 титул
| Результат | Рік  | Чемпіонат           | Поверхня | Суперник      | Рахунок                 |
| --------- | ---- | ------------------- | -------- | ------------- | ----------------------- |
| Перемога  | 1912 | Чемпіонат Австралії | Трава    | Альфред Біміш | 3–6, 6–3, 1–6, 6–1, 7–5 |

### Парний розряд: 2 (1 титул, 1 віце-місце)
| Результат | Рік  | Чемпіонат           | Поверхня | Партнер            | Суперники                     | Рахунок            |
| --------- | ---- | ------------------- | -------- | ------------------ | ----------------------------- | ------------------ |
| Перемога  | 1912 | Чемпіонат Австралії | Трава    | Чарльз Діксон      | Альфред Біміш Гордон Лоу      | 6–4, 6–4, 6–2      |
| Програш   | 1920 | Вімблдон            | Трава    | Альгернон Кінгскот | Чак Гарленд Р. Норріс Вільямс | 6–4, 4–6, 5–7, 2–6 |

### Змішані парні розряди: 2 (1 титул, 1 віце-місце)
| Результат | Рік  | Чемпіонат | Поверхня | Партнер              | Суперники                          | Рахунок            |
| --------- | ---- | --------- | -------- | -------------------- | ---------------------------------- | ------------------ |
| Програш   | 1913 | Вімблдон  | Трава    | Етель Томсон Ларкомб | Агнес Тукі Надія Крисп             | 6–3, 3–5 на пенсії |
| Перемога  | 1914 | Вімблдон  | Трава    | Етель Томсон Ларкомб | Маргарита Брокедіс Ентоні Вайлдінг | 4–6, 6–4, 6–2      |